# Romhányi Tamás
Romhányi Tamás (Salgótarján, 1967. október 29. –) újságíró, magyartanár, a Magyar Máltai Szeretetszolgálat kommunikációs vezetője.

## Élete
A salgótarjáni Bolyai János Gimnázium harmadikos tanulójaként jelentek meg első írásai a Nógrád című megyei napilapban. A megyei napilapnál volt újságíró-gyakornok, 1988-tól 1989-ig belpolitika szakon végezte a Bálint György Újságíró Iskolát. 1990-től a Magyar Nemzet, 1992-től 2011-ig a Népszabadság munkatársa. 1996-tól 2001-ig és 2004-től 2006-ig a Népszabadság miskolci tudósítója, később riportokért felelős rovatvezető-helyettes, majd a lap főmunkatársa. 2016 és 2019 között a Magyar Idők Lugas című mellékletében jelentek meg riportjai, publicisztikái.
Pulitzer-emlékdíjjal  és Táncsics Mihály-díjjal kitüntetett riporter, a Minőségi Újságírásért díjjal  legtöbbször kitüntetett újságíró. 2002 és 2005 között riportírást tanított a Független Médiaközpontban, riportjait több újságíróképzésen is tanították.
2007-től a Magyar Máltai Szeretetszolgálat önkéntese, 2011-től a Magyar Máltai Szeretetszolgálat kommunikációs vezetője.
Nős, három lánygyermeke van.

## Könyvei
- Az elsikkasztott szamár (Riportkönyv, 2007)[10]
- Iszap (Cseri Péterrel és Boda Andrással közös riportkönyv a vörösiszap-katasztrófáról, 2010)[11]
- Szolgáló szeretet (Solymári Dániellel és Tihanyi Gáborral közös monográfia, 2021)[12]

## Díjai
- Pulitzer-emlékdíj (2003)
- Táncsics Mihály-díj (2008)
- Minőségi Újságírásért díj (1998)
- Minőségi Újságírásért díj (2000)
- Minőségi Újságírásért díj (2002)
- Minőségi Újságírásért díj (2005)
- Minőségi Újságírásért díj (2006)
- Minőségi Újságírásért díj (2009)
- Népszabadság-díj (1998)
- Népszabadság-díj (1999)
- Vöröskereszt médiadíj
- Szabolcs-Szatmár-Bereg megye árvízvédelméért díj (2003)